# 나이지리아 농구 국가대표팀
나이지리아 농구 국가대표팀은 나이지리아의 농구 대표팀이다.